# Honungsfåglar
Honungfåglar (Meliphagidae) är en mycket stor familj med skogslevande, små till halvstora, oscina tättingar, som främst förekommer i australiska regionen, där de flesta har en lång böjd näbb som är väl anpassad för att få tag på huvudfödan som utgörs av pollen och nektar.

## Systematik
Familjen omfattar ett 50-tal släkten och knappt 200 arter. Ungefär hälften av släktena förekommer enbart i Australien, och många av de övriga i Nya Guinea. Trots att de påminner om andra tättingar som levar av nektar, som solfåglar och blomsterpickare så är de inte nära besläktade, utan likheterna beror på konvergent evolution. Ett extremt exempel på konvergent evolution är släktena Moho och Chaetoptila från Hawaii, som fram till 2008 betraktades som en del av honungsätarfamiljen, men som bröts ut och bildade familjen Mohoidae efter att DNA-studier visat att de inte alls var närmare släkt med övriga honungsätare. Deras närmsta släktingar är blåsmygar (Maluridae), pardaloter (Pardalotidae), taggnäbbar (Acanthizidae) och borstsmygar (Dasyornithidae) och tillsammans utgör de överfamiljen Meliphagoidea inom de oscina tättingarna.

## Utseende och läte
Arternas storlek och fjäderdräktens färg varierar kraftigt inom familjen. De flesta honungsfåglarna har en lång böjd näbb och en lång tunga vars spets är kluven. Deras läten uppvisar stor variation och sången används för att hävda revir. Vissa arter härmar andra fåglars sång.

## Utbredning
Honungsfåglar förekommer i Australien och Nya Guinea men även på Nya Zeeland och många öar i södra Stilla havet. Det finns bara en art på öarna norr och väster om Nya Guinea på andra sidan Wallacelinjen. Arternas flyttningsmönster är dåligt kända. Merparten genomför någon form av förflyttning men många av dessa verkar bara vara lokala, kanske bara mellan favorittillhåll då förutsättningarna förändras. Storleksfluktuationer bland lokala bestånd är vanliga, men utöver det lilla antal arter som med säkerhet kategoriseras som flyttfåglar, så är orsaken till detta okänt. Många arter följer blomningen av favoritfödan, och arter som lever i torrare områden verkar göra längre, och mindre förutsägbara förflyttningar, än de arter som lever i mer frodiga områden.

## Ekologi

### Föda

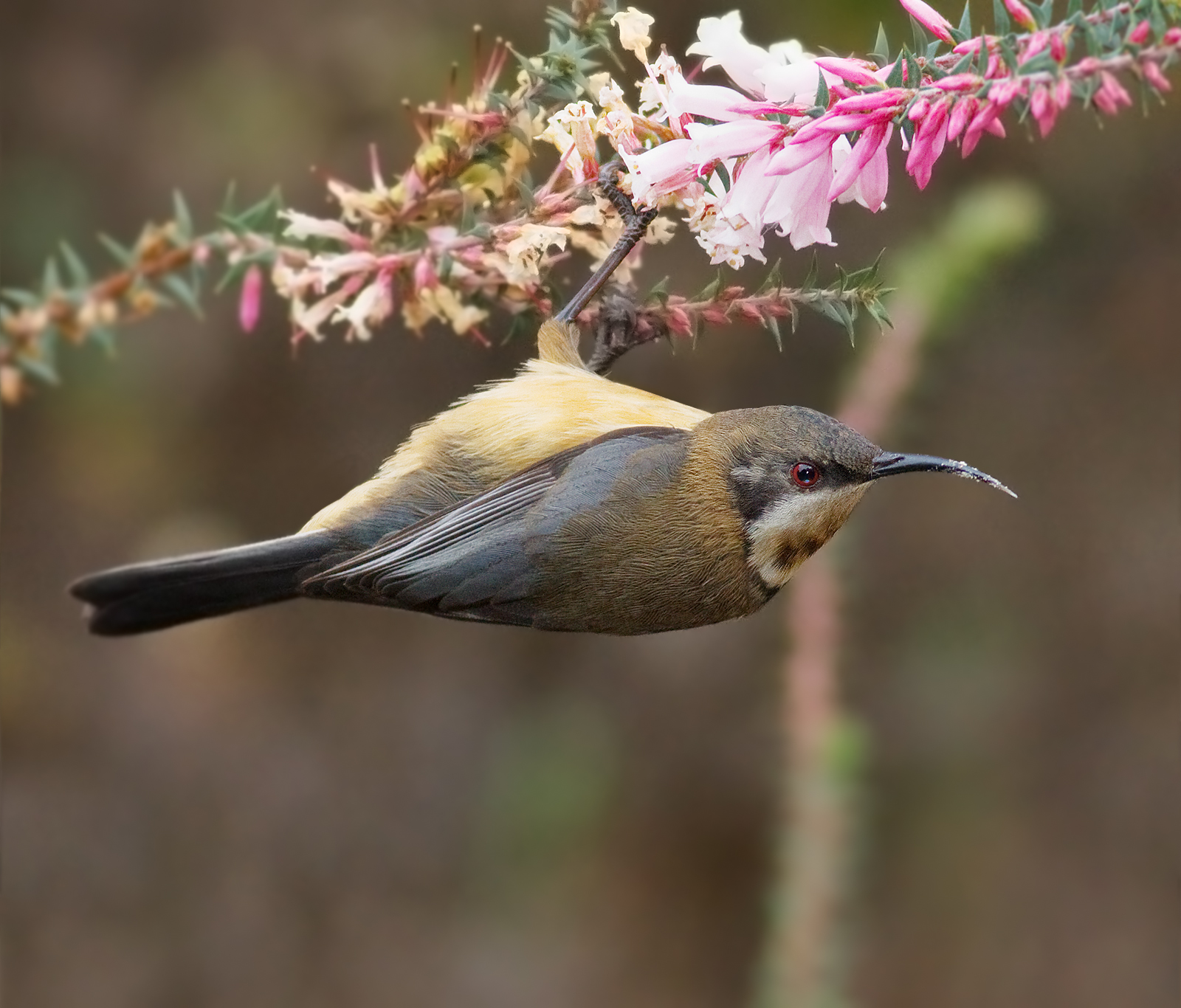
Hona av rostnackad honungsfågel (Acanthorhynchus tenuirostris) som, på ett för familjen typiskt sätt, hänger ifrån en gren för att födosöka efter nektar.

Huvudfödan utgörs av nektar och pollen. I viss mån bidrar honungsfåglar på så sätt till blommornas pollinering. Dessutom äter de frukt, bär, insekter och andra mindre byten. Honungsfåglarnas anatomi har inte anpassats till den typ av stillastående "hovrande" flykt som kännetecknar de amerikanska kolibrierna, men ett antal småväxta arter av honungsfåglar, kan ibland vid födosök "hovra" på ett kolibriliknande vis under kortare stunder. Generellt föredrar honungsfåglar att mycket snabbt röra sig från gren till gren i de yttre delarna av lövverken, och antingen sträcka sig uppåt, från sidan, eller hänga upp och ned för att nå födan. Många släkten har en väl anpassad tunga med en penselliknande spets, mycket lång hos vissa arter, med fransig eller borstliknande kant. När den födosöker rör den tungan mycket snabbt in och ut i blommor, och suger på så vis i sig nektar. 
Utöver nektar och pollen, tar nästan alla arter insekter och andra mindre byten, ofta genom korta utfall, men ibland även genom att systematiskt plocka byten från blad och grenar. Ett litet antal större arter, exempelvis berghonungsfågel (Meliphaga montana) och barkhonungsfågel (Melithreptus validirostris) på Tasmanien, letar med näbben under bark efter insekter och annat ätbart. Många arter kompletterar sin föda med en liten mängd frukt och bär, och ett litet antal lever i stor utsträckning av frukt, speciellt i områden med tropisk regnskog men även, besynnerligt nog, i områden med halvtorr buskmark. Mistelhonungsfågel (Grantiella picta), ensam art i sitt släkte, är specialiserad på mistlar (Viscum). Generellt lever de arter med lång smal näbb mer av nektar, medan de med kortare näbb gör det i mindre utsträckning. Men till och med nektar specialiserade arter kompletterar födan med insekter för att tillföra protein under häckningsperioden.

### Häckning
Vanligen lägger de två ägg i ett vasformat rede. Boet är fäst vid grenar och kvistar av träd eller buskar. Det byggs av gräs, bark, mossa, kvistar, blad och ormbunksblad.

## Systematik inom familjen
DNA-studier har kastat ljus över både vilka arter som hör och inte hör till honungsfåglarna. Arterna gyllenglasögonfågel och boninglasögonfågel i familjen glasögonfåglar, de hawaiianska ooerna i familjen Mohoidae, hihin (Notiomystidae), bärpickare i släktena Oedistoma och Toxorhamphus samt sockerfåglarna (Promeropidae) har alla tidigare behandlats som honungsfåglar. Alla dessa delar honungsfåglarnas nektarsökande beteende och därmed morfologi. Å andra sidan inkluderar numera familjen de till utseendet och beteendet honungsskvättorna i Ashbyia och Epthianura som tidigare placerades i en egen familj, liksom paradishonungsfågeln, en tidigare paradisfågel.
Genetiska studier har också klarlagt strukturen inom familjen. Här nedan listas släkten och artantal i taxonomisk ordning efter AviList: Se vidare under respektive släkte för mer information. 
- Myza – två arter
- Acanthorhynchus – två arter
- Glycichaera – grönryggig honungsfågel
- Melionyx – tre arter
- Ptiloprora – sex arter
- Ashbyia – gibberhonungsskvätta
- Epthianura – fyra arter honungsskvättor
- Stresemannia – bougainvillehonungsfågel
- Ramsayornis – två arter
- Conopophila – tre arter
- Melilestes – långnäbbad honungsfågel
- Timeliopsis – två arter raknäbbar
- Macgregoria – paradishonungsfågel
- Melipotes – fyra arter
- Gliciphila – tre arter
- Prosthemadera – tui
- Anthornis – korimako och utdöda komako
- Certhionyx – vitvingad honungsfågel
- Pycnopygius – tre arter
- Sugomel – svartvit honungsfågel
- Melitograis – halmaherahonungsfågel
- Vosea – newbritainhonungsfågel
- Myzomela – 41 arter
- Gymnomyza – fyra arter
- Plectorhyncha – strimmig honungsfågel
- Grantiella – mistelhonungsfågel
- Xanthotis – tre arter
- Philemon – 16 arter munkskator
- Meliarchus – makirahonungsfågel
- Guadalcanaria – guadalcanalhonungsfågel
- Meliphacator – kadavuhonungsfågel
- Foulehaio – tre arter
- Trichodere – vitstrimmig honungsfågel
- Phylidonyris – tre arter
- Cissomela – svartbandad honungsfågel
- Lichmera – tio arter
- Nesoptilotis – två arter
- Entomyzon – blåkindad honungsfågel
- Melithreptus – sju åtta arter
- Stomiopera – två arter
- Meliphaga – 17 arter
- Purnella – vitpannad honungsfågel
- Lichenostomus – två arter
- Gavicalis – tre arter
- Ptilotula – sex arter
- Caligavis – tre arter
- Acanthagenys – rosanäbbad honungsfågel
- Anthochaera – fem arter
- Bolemoreus – två arter
- Manorina – fyra arter honungsstarar
- Melidectes – sex arter